# قارچ برفی
قارچ برفی (نام علمی: Amanita nivalis) نام یک گونه از سرده قارچ قاتل است.